# Louis Hickel
Pour les articles homonymes, voir Hickel.
Louis Hickel, né le 12 octobre 1920 à Reichshoffen et mort le 4 juin 1977 à Strasbourg, est un résistant, médecin et homme politique français.

## Biographie
François Xavier Emile Louis Hickel est le fils d’Alphonse Hickel, industriel du bois à Reichshoffen, et de Marthe Meyer, originaire de Woerth. Il est élevé dans une famille catholique pratiquante et profondément patriotique,.
Le 25 mars 1925, naît sa sœur Marie-Thérèse.
De 1931 à 1938, il est au collège catholique Saint-Augustin de Bitche. En 1939, sur les conseils de son père, il entre à la faculté de Médecine de Nancy. Il loge alors au foyer du groupe des étudiants catholiques (GEC).

### Seconde Guerre mondiale
Dès 1940, il adhère à la filière d'évasion de Reichshoffen, crée par Alphonse Burckert et Paul Rudloff. Son père, sa mère et sa sœur en sont aussi des membres très actifs. Des évadés sont cachés, habillés et nourris dans la scierie familiale. Sa sœur, avec son amie Marinette Hirsch, les convoie par train jusqu'à Saverne, Haguenau puis Artzwiller où ils sont pris en charge par des passeurs qui leur font traverser les Vosges.
Lorsque la filière oriente des fugitifs vers Nancy, Louis Hickel les héberge dans sa chambre d'étudiant au foyer du GEC alors que le directeur de centre est collaborationniste. Il les nourrit quelques jours puis les accompagne en train jusqu'à la gare de Besançon-Viotte ou de Bar-le-Duc où ils sont pris en charge par des résistants cheminots.
En plus de ses activités de passeur, Louis Hickel, regroupe autour de lui des étudiants pour mener des actions de propagande antiallemande.
À la suite d'une dénonciation, la filière de Reichshoffen est démantelée par les Allemands. Le 16 février 1943, sa famille est arrêtée. Le 1er mars 1943, à la fin de son service à l'hôpital de Nancy, Louis Hickel est appréhendé par deux agents de la Gestapo et conduit à leur siège de Nancy où il est interrogé et torturé,,.
Pendant la durée de l'enquête, il est détenu à la prison Charles III de Nancy. Le 10 mars 1943, il est transféré au camp d'Écrouves puis le 14 mars au camp de Compiègne-Royallieu où en tant qu'étudiant en médecine, il aide le docteur André Marsault à l'infirmerie.
Après le débarquement en Normandie et l'approche des alliés, les Allemands évacue les détenus vers différents camps concentrationnaires. Le 2 juillet 1944, Louis Hickel est transféré au camp de concentration de Dachau par le train numéro 7909 surnommé le « convoi de la mort ». À l'arrivée du train le 5 juillet, sur 2 521 prisonniers transportés, on dénombrera entre 519 à 984 morts selon les sources.
À son arrivée, Louis Hickel est affecté à un kommando de déblaiement puis le 20 août au Krankenrevier (« quartier des malades ») surnommé le Revier par les détenus. Il exerce, en tant qu'étudiant en médecine dans le service infectieux et tuberculose. Le manque de moyens en fait plus un mouroir qu'une infirmerie. Malgré cela, il se dévoue et doit affronter l'épidémie de typhus à l'automne 1944. Il soigne, entre autres, le général Charles Delestraint, Gabriel Piguet, Edmond Michelet et Pierre Schillio.
Le 25 avril 1945, le camp est libéré par l'armée américaine. L'épidémie de typhus est toujours virulente et la quarantaine est de rigueur. Louis Hickel continue à soigner les déportés, sous la direction du docteur Marsault et avec l'aide d'une mission sanitaire du Vatican.
Louis Hickel est rapatrié en France le 1er juin 1945.

### Après-guerre
En septembre 1945, il retourne à Nancy pour terminer son cursus universitaire. Il soutient brillamment sa thèse de doctorat le 13 décembre 1947 ,.
Le 14 septembre 1948, à Molsheim, il épouse Denise Muller. Le couple aura deux enfants, Jean Bernard (1949-) et André Paul Alphonse (1953-). Louis Hickel reprend le cabinet de son beau-père à Molsheim,,.
Louis Hickel participe à la vie publique de la ville et du canton de Molsheim. Le 8 mars 1959, il devient membre du Conseil municipal sous la mandature de Henri Meck. À partir du mois d'avril 1967, il est conseiller général gaulliste du canton de Molsheim. Il prend notamment une part active à la création de la voie rapide de la vallée de la Bruche et dans celle du Centre de loisirs de Molsheim-Mutzig et environs.
En 1964, il est à l'origine de la création du Tennis-Club de Molsheim-Mutzig.
Le 4 juin 1977, Louis Hickel est terrassé par une crise cardiaque lors d'une cérémonie à Dorlisheim,.

## Reconnaissance
Il est reconnu « Déporté résistant »,,,.
- Une allée porte son nom à Molsheim.
- Le 6 mai 2019, à Dorlisheim, une plaque commémorative a été inaugurée sur sur le parvis du Château de Dorlisheim.
- À Mutzig, le tennis club porte son nom.

## Distinctions
- Officier de la Légion d'honneur le 1er mai 1963, chevalier de la légion d'honneur par décret du 29 décembre 1948 avec la citation suivante[5] :

« Alsacien de haute valeur morale et patriotique . A quitté son pays dès septembre 1940 pour éviter d'être incorporé dans l'armée allemande et s'est réfugié à Nancy où il contribué à l'évasion de prisonniers de guerre français et à leurs passages en zone libre.
Arrêté par la Gestapo, le 1er mars, incarcéré à Nancy, puis à Compiègne, fut dirigé sur Dachau le 2 juillet 1944 où, mettant à profit ses connaissances médicales, il a prodigué ses soins assidus aux malades et ses encouragements à tous les déportés. N'a jamais cessé d'encourager ses camarades à la résistance dans le camp et ce au péril de sa vie.
A la libération de Dachau est resté comme volontaire pour assurer l'évacuation des grands malades. Animé du plus pur esprit patriotique, a su par son courage, son abnégation, son endurance donner le plus bel exemple à tous. »

- Croix de guerre 1939–1945, palme de vermeil le 29 décembre 1948[2] ;
- Croix du combattant volontaire de la Résistance le 4 mars 1961[2].
- Médaille de la déportation pour faits de Résistance de par son statut de « déporté résistant »[6].